# Festival de Eurovisión de Jóvenes Bailarines 1991
La IV edición del Festival de Eurovisión de Jóvenes Bailarines se celebró en Helsinki (Finlandia) el 5 de junio de 1991.
Finlandia, pese a ser el país anfitrión, no consiguió el pase a la Gran Final (a diferencia del Festival de Eurovisión donde el organizador tiene un puesto asegurado en la final) y la Yle, la televisión de Finlandia, tuvo que organizar el certamen participando solo en la semifinal.
España, vuelve a ganar el certamen, esta vez con Amaya Iglesias, tras la victoria de 1985 y se convirtió en aquella época en el único país que había ganado más de una vez este festival.

## Jurado
El jurado de esta edición, que fue el encargado de elegir al ganador, estuvo compuesto por:
- Jorma Uotinen (Presidente del jurado)
- Josette Amiel
- Frank Andersen
- Gigi Gheorghe Caciuleanu
- Peter Van Dyk
- André-Philippe Hersin
- Heinz Spoerli
- Gösta Svalberg
- Víctor Ullate

## Participantes
15 países participaron este año (dos menos que la edición anterior), de los cuales solo 8 pasaron a la Gran Final (se reservaron dos puestos menos para la final respecto a la anterior edición). Bulgaria participó por primera vez y además consiguió pasar a la final, mientras que Austria, Canadá y Reino Unido decidieron no participar retirándose del festival. Sin embargo, pese a no participar, la cadena de televisión austriaca ORF y la canadiense CBC emitieron el certamen para su país. 

### Semifinal
De los 15 países que participaron en la semifinal previa, 8 países fueron seleccionados por el jurado consiguiendo el pase a la Gran Final. En la siguiente tabla aparecen los 15 países que concursaron en esta edición (los 8 que consiguieron el pase a la Gran Final aparecen en negrita):
| País y TV        | Representante                         |
| ---------------- | ------------------------------------- |
| Alemania ZDF     | Cecilia Volk                          |
| Bélgica RTBF     | Vanessa Eertmans                      |
| Bulgaria BNT     | Diliana Nikiforova                    |
| Chipre CyBC      | Eleni O’Keefe                         |
| Dinamarca DR     | Johan Kobborg                         |
| España TVE       | Amaya Iglesias                        |
| Finlandia YLE    | Titta-Tuulia Karhunen y Pasi Sinisalo |
| Francia France 3 | Emmanuel Thibault                     |
| Italia RAI       | Alen Bottaini                         |
| Noruega NRK      | Ingrid Trøite Lorentzen               |
| Países Bajos NOS | Boris Johannes de Leeuw               |
| Portugal RTP     | Sonia Lima                            |
| Suecia SVT       | Kim Savéus                            |
| Suiza SSR SRG    | Sarah Locher                          |
| Yugoslavia JRT   | Ana Pavlovic                          |

### Gran Final
En esta edición se suprimen los cambios en la mecánica del concurso que se aplicaron en la edición anterior y se vuelve a la mecánica de siempre en la que el jurado elige a los tres mejores bailarines. 
| Posición | País y TV        | Representante           |
| -------- | ---------------- | ----------------------- |
| 1        | España TVE       | Amaya Iglesias          |
| 2        | Francia France 3 | Emmanuel Thibault       |
| 3        | Dinamarca DR     | Johan Kobborg           |
| -        | Bulgaria BNT     | Diliana Nikiforova      |
| -        | Alemania ZDF     | Cecilia Volk            |
| -        | Países Bajos NOS | Boris Johannes de Leeuw |
| -        | Suecia SVT       | Kim Savéus              |
| -        | Suiza SSR / TSR  | Sarah Locher            |